# Ola By Rise
Ola By Rise (ur. 14 listopada 1960 w Trondheim), piłkarz norweski grający na pozycji bramkarza.

## Kariera klubowa
Rise przez całą swoją karierę związany był z klubem Rosenborg BK, pochodzącego z jego rodzinnego miasta Trondheim. W jego barwach zadebiutował w pierwsze lidze w 1977 roku, mając zaledwie 17 lat. Swój pierwszy sukces osiągnął w 1985 roku, gdy wywalczył pierwsze mistrzostwo kraju, a następnie sukces ten powtarzał jeszcze sześciokrotnie w latach 1988, 1990, 1992, 1993, 1994 oraz 1995. 4 razy zdobywał Puchar Norwegii w latach 1988, 1990, 1992 i 1995, jednak zapamiętany został także z nieudanego finału z 1991 roku, gdy po jego błędach Rosenborg przegrał ze Strømsgodset IF. W Rosenborgu spędził całe 18 sezonów i rozegrał dla niego 346 meczów ligowych. Tylko raz był bliski przejścia do klubu z zagranicy, a było to w 1988 roku, gdy nie dostał pozwolenia na pracę w Wielkiej Brytanii podczas transferu do Southamptonu. Swoją karierę zakończył w 1995 roku w wieku 35 lat.
| Sezon | Klub         | Kraj     | Rozgrywki   | Mecze | Bramki |
| ----- | ------------ | -------- | ----------- | ----- | ------ |
| 1977  | Rosenborg BK | Norwegia | Tippeligaen | 5     | 0      |
| 1978  | Rosenborg BK | Norwegia | Tippeligaen | 3     | 0      |
| 1979  | Rosenborg BK | Norwegia | Tippeligaen | 21    | 0      |
| 1980  | Rosenborg BK | Norwegia | Tippeligaen | 14    | 0      |
| 1981  | Rosenborg BK | Norwegia | Tippeligaen | 8     | 0      |
| 1982  | Rosenborg BK | Norwegia | Tippeligaen | 22    | 0      |
| 1983  | Rosenborg BK | Norwegia | Tippeligaen | 22    | 0      |
| 1984  | Rosenborg BK | Norwegia | Tippeligaen | 22    | 0      |
| 1985  | Rosenborg BK | Norwegia | Tippeligaen | 22    | 0      |
| 1986  | Rosenborg BK | Norwegia | Tippeligaen | 20    | 0      |
| 1987  | Rosenborg BK | Norwegia | Tippeligaen | 22    | 0      |
| 1988  | Rosenborg BK | Norwegia | Tippeligaen | 22    | 0      |
| 1989  | Rosenborg BK | Norwegia | Tippeligaen | 22    | 0      |
| 1990  | Rosenborg BK | Norwegia | Tippeligaen | 21    | 0      |
| 1991  | Rosenborg BK | Norwegia | Tippeligaen | 21    | 0      |
| 1992  | Rosenborg BK | Norwegia | Tippeligaen | 22    | 0      |
| 1993  | Rosenborg BK | Norwegia | Tippeligaen | 21    | 0      |
| 1994  | Rosenborg BK | Norwegia | Tippeligaen | 21    | 0      |
| 1995  | Rosenborg BK | Norwegia | Tippeligaen | 18    | 0      |

## Kariera reprezentacyjna
W reprezentacji Norwegii Rise zadebiutował 20 grudnia 1984 roku w wygranym 1:0 meczu z Egiptem. W tym samym roku wziął udział w Igrzyskach Olimpijskich w Los Angeles, na których był pierwszym bramkarzem Norwegii, ale odpadł z nią w fazie grupowej. Pomimo że Ola był czołowym golkiperem w kraju, to jednak trafił na konkurencję Erika Thorstvedta. W kadrze rozegrał łącznie 25 meczów i w 1994 roku był w kadrze Norwegii na Mistrzostwa Świata w USA, jednak nie zagrał na nich ani minuty.

## Kariera trenerska
W 2003 roku ze stanowiska pierwszego trenera Rosenborga zrezygnował Åge Hareide i przed sezonem 2004 zatrudniono Rise. Z Rosenborgiem zdobył czternaste z rzędu zwycięstwo w lidze, ale pod koniec roku został zwolniony ze stanowiska. 18 lipca 2006 By Rise został asystentem Hareide w reprezentacji Norwegii.